# چرم بینی

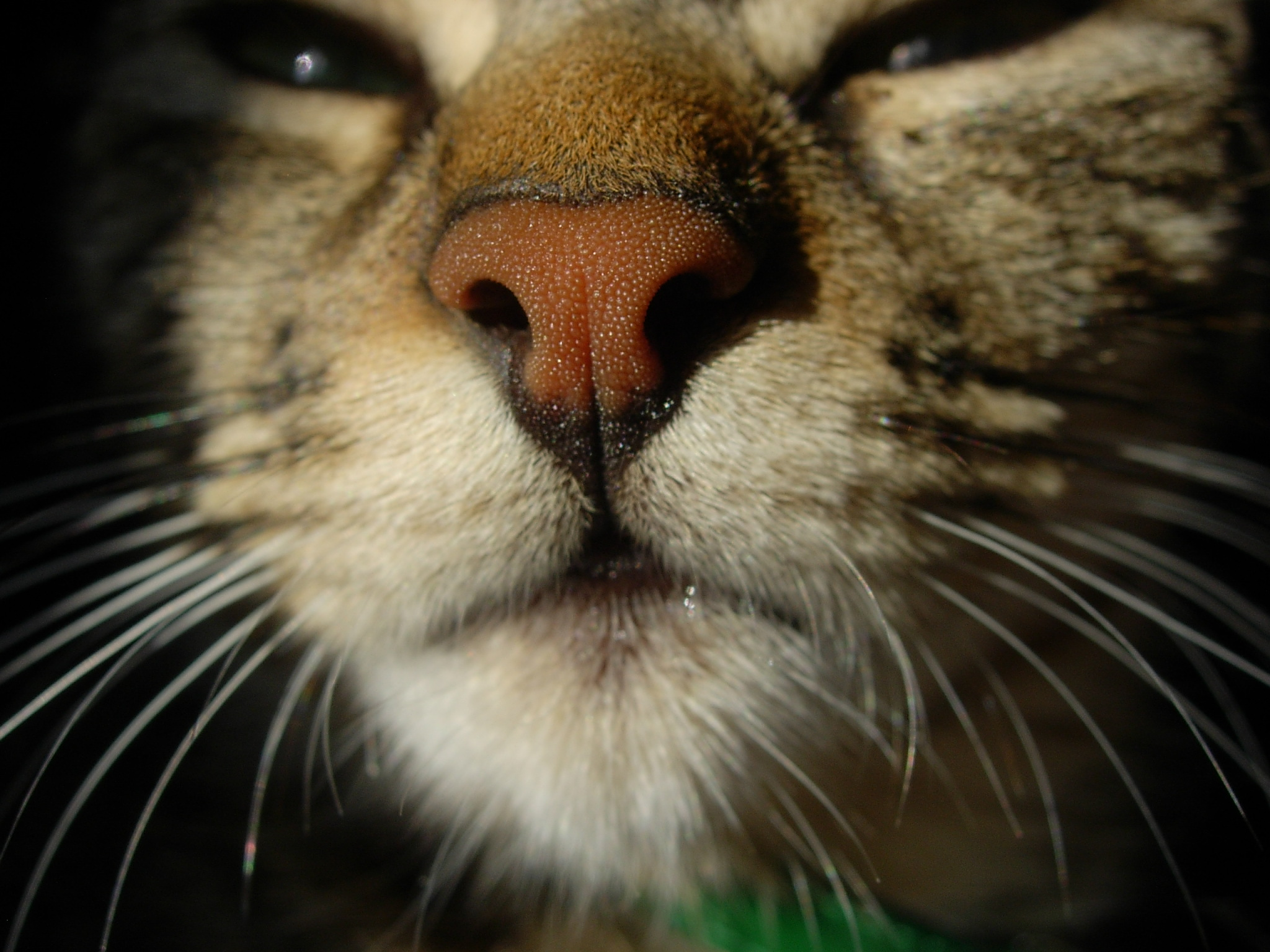
چرم بینی گربه.

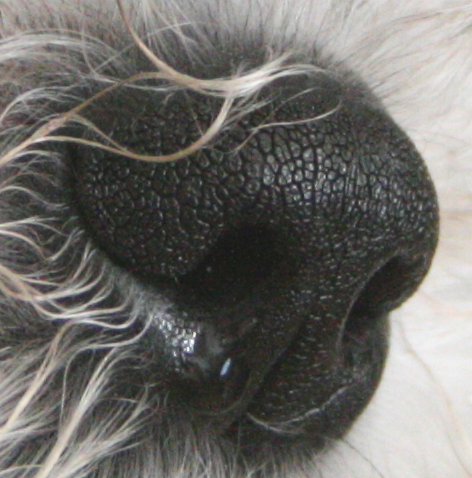
چرم بینی سگ که در آن گودی زیردماغی هم دیده می‌شود.

در بسیاری از پستانداران، در پیرامون بیرونی سوراخ بینی، سطح پوستی بدون مو و خز وجود دارد که حالتی چرم‌گون دارد و چرمِ بینی (انگلیسی: Rhinarium) نامیده می‌شود.
به آن «نوک پوزه» و «بینی خیس» هم گفته شده زیرا سطح آن در برخی گونه‌ها مثل سگ و گربه سالم، معمولاً مرطوب است. در بسیاری از گونه‌ها، چرم بینی دارای یک شیار وسطی به نام گودی زیردماغی (فیلتروم) و یک سطح چروکیده و دندانه‌ای است. 
چرمِ بینی یک اندام حسی مستقل است: این عضو، یک اندام حسی شیمیایی است که با لمس کردن فعال می‌شود. از چرمِ بینی برای لمس یک جسم عطر و بودار حاوی فرومون استفاده می‌شود.
پستانداران از نظر فیلوژنتیک به چرمِ بینی‌دار و بدون چرمِ بینی تقسیم می‌شوند.